# Y-40 Deep Joy
Y-40 Deep Joy — один из самых глубоких плавательных бассейнов в мире, построенный в 2014 году и имеющий глубину 42,15 метров. Расположен в Италии, районе Монтегротто-Терме, что в 12 километрах от Падуи и в 50 от Венеции.
Обогнал по масштабности бассейн Немо 33, глубина которого 34,5 метров. Был самым глубоким плавательным бассейном мира до открытия Deep Dive Dubai глубиной 60 метров в 2021 году.

## Информация об объекте
Введён в эксплуатацию 5 июня 2014 года. Y-40 глубже предшественника, центра рекреационного дайвинга Немо 33 на 7,65 метра.
Размеры поверхности плавательного бассейна составляют 21x18 метров. Общая вместительность искусственного водоема 4300 метров воды, с температурой 32-34°C. 
В комплексе имеется 4 подводные пещеры для обучения дайверов и подводный стеклянный тоннель для посетителей.
Также в этом комплексе различные университеты и более 60 медицинских центров проводят подводные, гипербарические эксперименты и исследования.